# Julie Pesenti
Julie Pesenti es una deportista francesa que compitió en ciclismo en la modalidad de trials, ganadora de dos medallas en el Campeonato Mundial de Ciclismo de Montaña, plata en 2009 y bronce en 2008, y dos medallas en el Campeonato Europeo de Ciclismo de Montaña, plata en 2008 y bronce en 2006.

## Palmarés internacional
| Campeonato Mundial | Campeonato Mundial    | Campeonato Mundial | Campeonato Mundial |
| Año                | Lugar                 | Medalla            | Competición        |
| ------------------ | --------------------- | ------------------ | ------------------ |
| 2008               | Val di Sole ( Italia) | Medalla de bronce  | Trials 20″/26″     |
| 2009               | Camberra ( Australia) | Medalla de plata   | Trials 20″/26″     |
| Campeonato Europeo |                       |                    |                    |
| Año                | Lugar                 | Medalla            | Competición        |
| 2006               | Colonia ( Alemania)   | Medalla de bronce  | Trials 20″/26″     |
| 2008               | Heubach ( Alemania)   | Medalla de plata   | Trials 20″/26″     |